# Ryszard Czajka
Ryszard Wojciech Czajka (zm. 2018) – polski ginekolog, dr hab. nauk medycznych, profesor zwyczajny i kierownik Katedry Położnictwa, Ginekologii i Neonatologii Wydziału Lekarskiego i Stomatologicznego Pomorskiego Uniwersytetu Medycznego w Szczecinie.

## Życiorys
W 1999 r. uzyskał tytuł profesora nauk medycznych. Został zatrudniony na stanowisku profesora zwyczajnego i kierownika w Katedrze Położnictwa, Ginekologii i Neonatologii na Wydziale Lekarsko-Stomatologicznym Pomorskiej Akademii Medycznej w Szczecinie.